# Wasserturm (Worms)

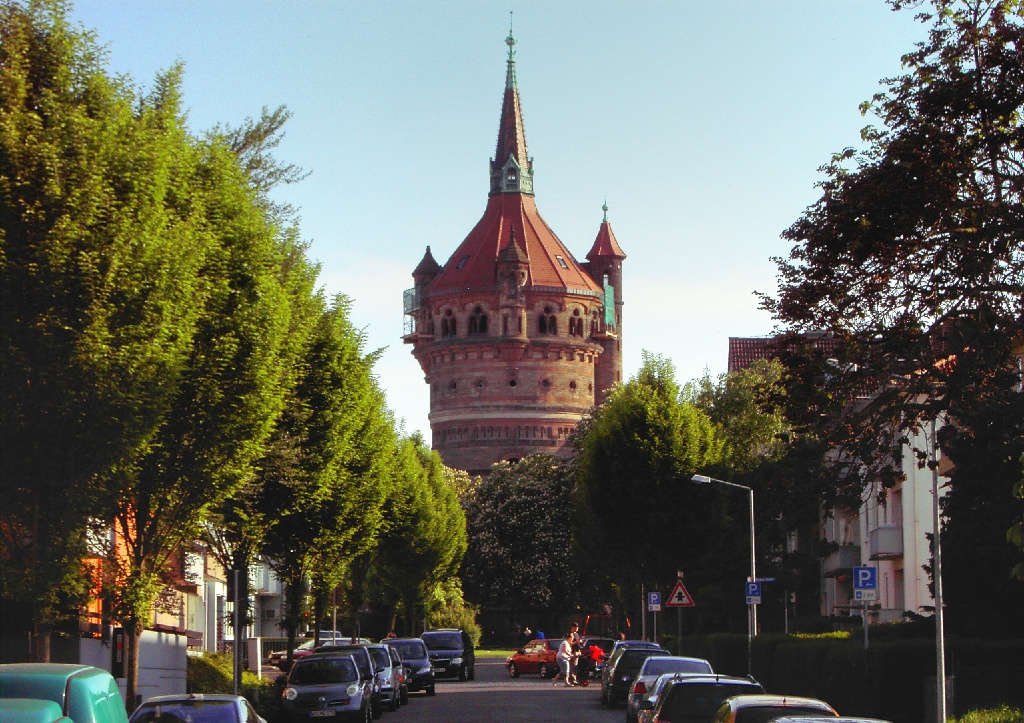
Wormser Wasserturm

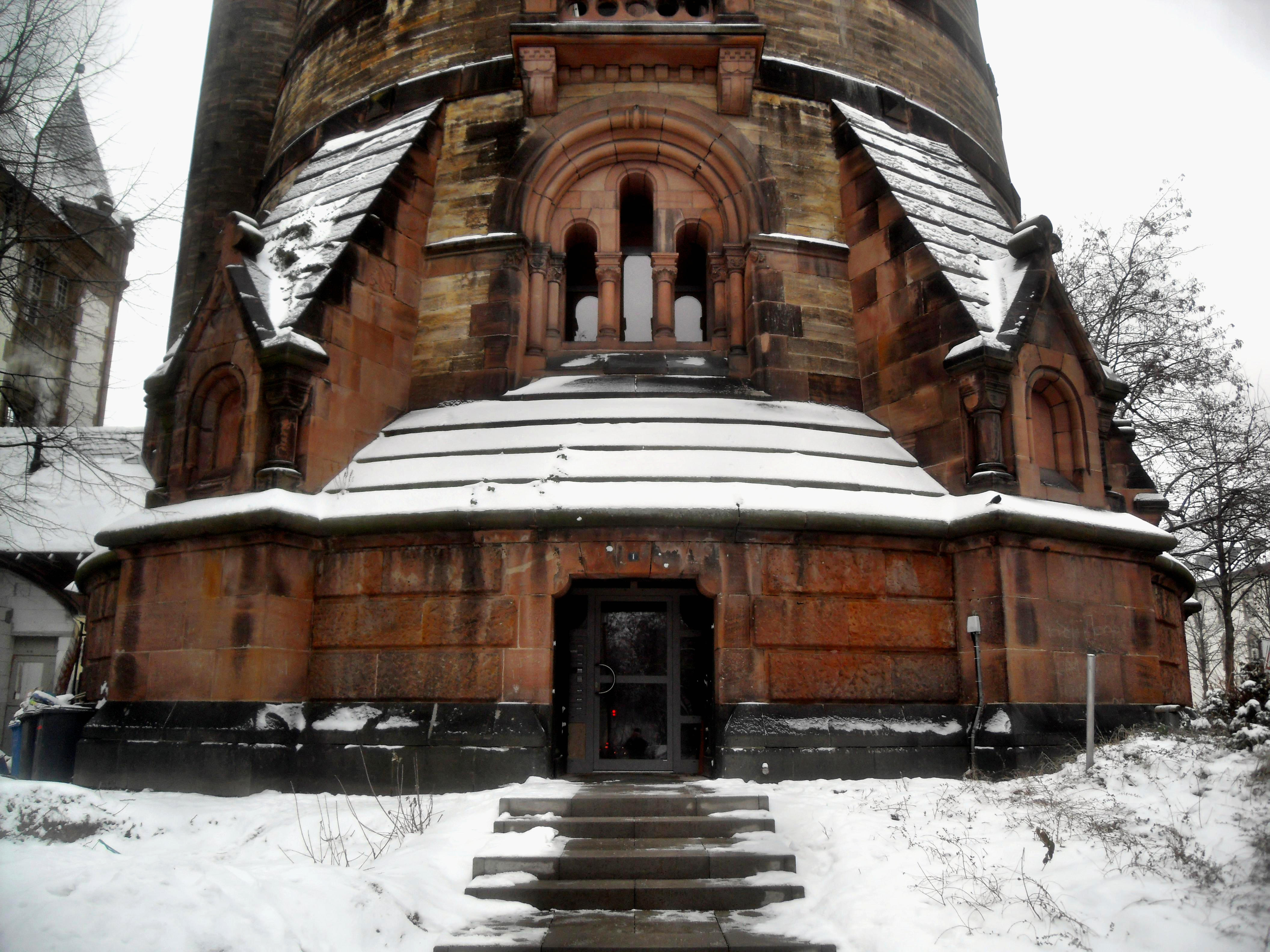
Sockelgeschoss des Wasserturms

Der Wormser Wasserturm ist ein 1890 fertiggestellter Wasserturm in Worms und mit einer Höhe von 58 Metern ein weithin sichtbares Bauwerk.

## Geografische Lage
Der Wasserturm liegt im Westen der Kernstadt von Worms am heutigen Karlsplatz (Hausnummer 1), umgeben vom Eleonoren-Gymnasium, der Lutherkirche und dem alten Finanzamt. Gemeinsam mit diesen Gebäuden bildet das Kulturdenkmal die Denkmalzone „Karlsplatz“. Der Wasserturm ist das höchste Gebäude in der Wormser Weststadt, deren Straßenführung weithin auf diese optische Dominante bezogen ist.

## Geschichte
Der Wasserturm wurde in den Jahren von 1889 bis 1890 errichtet. Seine Aufgabe war es, die Trinkwasserversorgung von Worms sicherzustellen. Bis zu diesem Zeitpunkt musste Trinkwasser in Worms aus öffentlichen Brunnen geschöpft werden. Fast zeitgleich entstanden in vielen Groß- und Mittelstädten ähnliche Wassertürme, beispielsweise der Mannheimer Wasserturm. Der Hochbehälter in Worms fasste 1200 Kubikmeter und war bis 1962 in Betrieb, als ihn zwei Hochbehälter mit einem Volumen von jeweils 8000 Kubikmetern im Stadtteil Herrnsheim ersetzten.
Nach langer Zeit der Funktionslosigkeit und des beginnenden Verfalls wurde Anfang 2007 eine Eigentümergesellschaft gegründet, die unter Berücksichtigung der historischen Bausubstanz Wohnungen einbaute.
Das Gebäude ist – neben seiner Zugehörigkeit zur „Denkmalzone Karlsplatz“ – auch ein (Einzel-)Kulturdenkmal aufgrund des Landesgesetzes zum Schutz und zur Pflege der Kulturdenkmäler.

## Wasserbezug
Das Grundwasser unter Worms war zu stark schwefel- und eisenhaltig, um als Trinkwasser dienen zu können. Deshalb wurde das Wasser zunächst etwa 1,5 m unter der Rheinsohle entnommen, im Wasserwerk an der Klosterstraße gefiltert, im Wasserturm bevorratet und in das städtische Rohrnetz eingespeist. Die bis dahin üblichen öffentlichen und privaten Pumpbrunnen verloren damit ihre Funktion. Die Wasserqualität des Rheinwassers war aber sehr unterschiedlich. Sowohl Hoch- als auch Niedrigwasser und nicht zuletzt die Einleitung von Abwasser aus Mannheim und Ludwigshafen und durch die dortige Industrie konnte sie beeinträchtigen. Nachdem die Ernst-Ludwig-Brücke 1900 fertiggestellt war, wurde ab 1905 über eine in dem Brückenbauwerk verlaufende Leitung Wasser aus dem bis heute genutzten Grundwasserwerk im Bürstädter Wald bezogen.

## Bauwerk
Die Gestaltung des Wasserturms stammt vom damaligen Stadtbaumeister Karl Hofmann, der den Turm im neuromanischen Stil konzipierte, lokalbezogen auch „Nibelungenstil“ genannt. Der Turm ist aus Beton errichtet und mit Sandstein verkleidet. Sein Schaft ist durch horizontale Bänder und Gesimse gegliedert. Das oberste Stockwerk ist als Galerie gestaltet. Hier sind seitlich begleitend vier kleinere Türme angesetzt, in jede Himmelsrichtung einer. Im westlichen befindet sich eine Wendeltreppe. Markant und auffällig ist das turmartige, spitz zulaufende Dach. Das Konzept für die Technik im Turm stammte von dem Baseler Ingenieur Karl Heinrich Gruber. Sie war um 1990 noch komplett erhalten, musste für den Einbau der Wohnungen aber weitgehend weichen.
Für die Nutzung als Wohngebäude wurden fünf Wohnungen auf neun Ebenen eingebaut, von denen die größte sich über die oberen drei Ebenen erstreckt. Sie hat fünf Zimmer und nimmt 156 m² ein.